# Сидоровка (Липецкая область)
Си́доровка — деревня Большебоевского сельского поселения Долгоруковского района Липецкой области.

## География
Деревня Сидоровка находится в центральной части Долгоруковского района, в 14 км к востоку от села Долгоруково. Располагается на берегах небольшой запруды в истоке реки Дегтярка.

## История
Сидоровка возникла не позднее середины XIX века. В «Списке населенных мест» Орловской губернии 1866 года, упоминается как «сельцо владельческое Сидорово (Сидоровка, Дуброва) при колодцах, 14 дворов, 197 жителей».
По переписи населения 1926 года в деревне Сидоровка значатся 33 двора, 183 жителя.
В 1905 году деревня Сидоровка числится в приходе Покровской церкви села Жерновное.
В 1928 году Сидоровка вошла в состав Долгоруковского района Елецкого округа Центрально-Чернозёмной области. После разделения ЦЧО в 1934 году Долгоруковский район вошёл в состав Воронежской, в 1935 — Курской, а в 1939 году — Орловской области. С 6 января 1954 года в составе Долгоруковского района Липецкой области.

## Население
| 2010 |
| ---- |
| 0    |

## Транспорт
Сидоровка связана асфальтированной автодорогой с деревней Михайловка, грунтовой дорогой с посёлком Плоты.
В 1 км к северо-западу от деревни находится железнодорожная станция Плоты (линия Елец – Валуйки ЮВЖД).